# Onobrychis eubrychidea
Onobrychis eubrychidea är en ärtväxtart som beskrevs av Pierre Edmond Boissier. Onobrychis eubrychidea ingår i släktet esparsetter, och familjen ärtväxter. Inga underarter finns listade i Catalogue of Life.